# Adult Top 40
Adult Top 40 lub Adult Pop Songs, poprzednio Hot Adult Top 40 Tracks – jedna z list przebojów regularnie opracowywanych przez amerykański magazyn muzyczny Billboard. Obejmuje piosenki z gatunków skierowanych do słuchaczy dorosłych, np. jazz czy rock, a pomija chociażby hip-hop, muzykę elektroniczną lub hard rock.

## Historia
Jako moment powstania Hot Adult Top 40 Tracks można uznać lata '80, kiedy część stacji przedstawiających Top 40 postanowiła trafić w gust muzyczny dużo bardziej wybrednej grupy wiekowej: 25-34. W 1994 roku, po kilku latach rozwoju, Adult Top 40 nabrała oficjalnego formatu.
Na listach Adult Top 40 większość stanowią utwory artystów takich jak Matchbox Twenty, Nickelback, Goo Goo Dolls, Sheryl Crow, Daughtry, Maroon 5, The Fray, No Doubt, Shania Twain, Kelly Clarkson, Dave Matthews Band, Alanis Morissette, Dido, Jewel, Vanessa Carlton i 3 Doors Down. Z tego też powodu Adult Top 40 jest często porównywane z notowaniami muzycznej stacji telewizyjnej VH1.
Billboard po raz pierwszy opublikował Adult Top 40 2 marca 1996 roku, a pierwszą piosenką, która uplasowałą się na szycie notowania była "One Sweet Day" Mariah Carey. Najdłużej na miejscu #1 utrzymywał się utwór "Smooth" Santany i Roba Thomasa. Pozostałe piosenki, które spędziły w notowaniach najwięcej czasu na szczycie to:
- 25 tygodni: "Smooth" Santana feat. Rob Thomas (1999)
- 23 tygodnie: "Wherever You Will Go" The Calling (2002)
- 18 tygodni: "Unwell" Matchbox Twenty (2003)
- 18 tygodni: "Photograph" Nickelback (2005–2006)
- 17 tygodni: "Iris" Goo Goo Dolls (1998)
- 16 tygodni: "Complicated" Avril Lavigne (2002)
- 15 tygodni: "Don't Speak" No Doubt (1996)
- 15 tygodni: "How to Save a Life" The Fray (2006–2007)
- 14 tygodni: "Torn" Natalie Imbruglia (1998)
- 14 tygodni: "Everything You Want" Vertical Horizon (2000)
- 14 tygodni: "Drops of Jupiter (Tell Me)" Train (2001)